# Lenny Wilkens
Leonard Randolph "Lenny" Wilkens (Brooklyn, Nova York, 28 d'octubre de 1937), és un exjugador de bàsquet i entrenador de l'NBA. L'han inclòs tres cops al Naismith Memorial Basketball Hall of Fame, primer com a jugador el 1989, com a entrenador el 1998, i com a part del "Dream Team" olímpic americà, del qual n'era entrenador assistent.